# Bahamas ved OL
Bahamas deltog i olympiske lege første gang under sommer-OL 1952 i Helsingfors. Nationen har deltaget i samtlige sommerlege siden, undtaget 1980 i Moskva, som den boykottede. Bahamas har aldrig deltaget i olympiske vinterlege.

## Medaljeoversigt
| Bahamas' medaljer under de olympiske sommerlege | Bahamas' medaljer under de olympiske sommerlege | Bahamas' medaljer under de olympiske sommerlege | Bahamas' medaljer under de olympiske sommerlege | Bahamas' medaljer under de olympiske sommerlege | Bahamas' medaljer under de olympiske sommerlege |
| ----------------------------------------------- | ----------------------------------------------- | ----------------------------------------------- | ----------------------------------------------- | ----------------------------------------------- | ----------------------------------------------- |
| Lege                                            | Guld                                            | Sølv                                            | Bronze                                          | Totalt                                          | Rang                                            |
| 1952 Helsingfors                                | 0                                               | 0                                               | 0                                               | 0                                               | –                                               |
| 1956 Melbourne/Stockholm                        | 0                                               | 0                                               | 1                                               | 1                                               | 35                                              |
| 1960 Roma                                       | 0                                               | 0                                               | 0                                               | 0                                               | –                                               |
| 1964 Tokyo                                      | 1                                               | 0                                               | 0                                               | 1                                               | 24                                              |
| 1968 Mexico by                                  | 0                                               | 0                                               | 0                                               | 0                                               | –                                               |
| 1972 München                                    | 0                                               | 0                                               | 0                                               | 0                                               | –                                               |
| 1976 Montréal                                   | 0                                               | 0                                               | 0                                               | 0                                               | –                                               |
| 1980 Moskva                                     | Deltog ikke                                     | Deltog ikke                                     | Deltog ikke                                     | Deltog ikke                                     | Deltog ikke                                     |
| 1984 Los Angeles                                | 0                                               | 0                                               | 0                                               | 0                                               | –                                               |
| 1988 Seoul                                      | 0                                               | 0                                               | 0                                               | 0                                               | –                                               |
| 1992 Barcelona                                  | 0                                               | 0                                               | 1                                               | 1                                               | 54                                              |
| 1996 Atlanta                                    | 0                                               | 1                                               | 0                                               | 1                                               | 61                                              |
| 2000 Sydney                                     | 2                                               | 0                                               | 0                                               | 2                                               | 35                                              |
| 2004 Athen                                      | 1                                               | 0                                               | 1                                               | 2                                               | 52                                              |
| 2008 Beijing                                    | 0                                               | 1                                               | 1                                               | 2                                               | 64                                              |
| 2012 London                                     | 1                                               | 0                                               | 0                                               | 1                                               | 50                                              |
| 2016 Rio de Janeiro                             | 1                                               | 0                                               | 1                                               | 2                                               | 51                                              |
| 2020 Tokyo                                      |                                                 |                                                 |                                                 |                                                 |                                                 |
| Totalt                                          | 6                                               | 2                                               | 5                                               | 13                                              |                                                 |